# 徐健生
徐健生（1912年—1993年），男，贵州毕节人，中华人民共和国政治人物。

## 生平
徐健生是贵州省毕节县十八乡人。早年参加学生运动，任延安马列学院研究室研究员，延安解放日报社党总支书记等。担任中国共产党贵州省委员会常务委员。1954年，当选第一届全国人民代表大会代表。
此后担任贵州省人民政府秘书长、贵州省人民委员会副省长，贵州省政协主席等職。1993年3月逝世于贵阳。